# ایزو ۲۰۰۲۲
ایزو ۲۰۰۲۲ یک استاندارد ایزو برای تبادل الکترونیکی داده‌ها در بین مؤسسات مالی است. این استاندارد یک مخزن ابرداده حاوی توضیحاتی از پیام‌ها و فرآیندهای تجاری و یک فرایند نگهداری برای محتوای مخزن را توصیف می‌کند. این استاندارد اطلاعات مالی منتقل شده بین مؤسسات مالی را پوشش می‌دهد و شامل تراکنش‌های پرداخت، معاملات اوراق بهادار و اطلاعات تسویه حساب، تراکنش‌های کارت اعتباری، کارت نقدی و سایر اطلاعات مالی است.
این مخزن حاوی حجم عظیمی از فراداده خدمات مالی است که در سراسر صنعت به اشتراک گذاشته شده و استاندارد شده‌است. ابرداده‌ها در مدل‌های یوام‌ال با نمایه UML ویژه ایزو ۲۰۰۲۲ ذخیره می‌شوند. زیربنای همه اینها متا مدل ایزو ۲۰۰۲۲ است - مدلی از مدل‌ها. نمایه UML متامدلی است که به UML تبدیل شده‌است.
ایزو ۲۰۰۲۲ به‌طور گسترده در خدمات مالی استفاده می‌شود. سازمان‌های شرکت کننده در ایزو ۲۰۰۲۲ شامل سوئیفت هستند. ایزو ۲۰۰۲۲ جانشینی برای ایزو ۱۵۰۲۲ است. در ابتدا ایزو ۲۰۰۲۲ با نام نسخه دوم ایزو ۱۵۰۲۲ که جایگزینی برای ایزو ۷۷۷۵ بود نام‌گذاری می‌شد. ایزو ۱۵۰۲۲ نیز جانشینی برای ایزو ۷۷۷۵ بود.
سرویس پرداخت فد نَو فدرال رزرو ایالات متحده، که بانک مرکزی این کشور است، از پیام رسانی ایزو ۲۰۰۲۲ استفاده می‌کند و بانک‌های مرکزی بسیاری دیگری نیز از این استاندارد استفاده می‌کنند یا برنامه استفاده از آن را دارند.